# Abdeljalil Hadda
Abdeljalil Hadda (ur. 23 marca 1972 w Meknes) – były marokański piłkarz grający na pozycji napastnika.
Urodził się w marokańskim Meknes i tutaj także stawiał swoje pierwsze piłkarskie kroki. Pierwszy profesjonalny kontrakt Hadda podpisał z CODM Meknès. W klubie tym grał przez dwa lata. Przed sezonem 1996/97 piłkarz postanowił wyjechać z Afryki. Nie obrał sobie jednak na celownik, jak większość graczy, Europy, a Azję. Hadda zatrudnił się w saudyjskim Al-Ittihad. W Dżuddzie grał tylko jeden sezon. Po tym czasie wrócił do Afryki - jednak nie do Maroka, a do Tunezji, gdzie grał w ówczesnym zdobywcy Arabskiej Ligi Mistrzów, Club Africain. W drużynie z Tunisu Hadda występował tylko w sezonie 1997/98. Następnie Marokańczyk wyjechał do Hiszpanii, gdzie przez 3 lata grał w Sportingu Gijón. W pierwszym sezonie piłkarz występował dość regularnie, rozgrywając 23 spotkania i zdobywając 4 gole. Kolejne dwa lata nie były już tak udane - Hadda zagrał 12 razy i strzelił 2 bramki. W międzyczasie piłkarz był wypożyczony do japońskiej Yokohamy F. Marinos (grał tam od lutego do marca 2000). Po sezonie 2000/01 piłkarz wrócił do Afryki. Najpierw grał w Club Africain, następnie w marokańskim Maghreb Fez, by karierę zakończyć w klubie, którego jest wychowankiem - CODM Meknès.
Z reprezentacją Maroka Hadda uczestniczył w Mistrzostwach Świata 1998 (gdzie strzelił dwa gole, w spotkaniach z Norwegią i Szkocją), a także w Pucharze Narodów Afryki 1998, 2000 i 2002.